# Elementa ad floram principatus Bulgariae
Elementa ad floram principatus Bulgariae (abreviado Elem. Fl. Bulg.) es un libro con ilustraciones y descripciones botánicas que fue escrito por el botánico serbio Josif Pančić y publicado en el año 1883. Tiene el nombre alternativo de Gráda za floru kneževine Bugarske. 